# Rancho Nuevo de la Cruz
Rancho Nuevo de la Cruz är en ort i Mexiko.   Den ligger i kommunen Armadillo de los Infante och delstaten San Luis Potosí, i den centrala delen av landet, 400 km norr om huvudstaden Mexico City. Rancho Nuevo de la Cruz ligger 1 621 meter över havet och antalet invånare är 153.
Terrängen runt Rancho Nuevo de la Cruz är kuperad österut, men västerut är den platt. Runt Rancho Nuevo de la Cruz är det mycket glesbefolkat, med 6 invånare per kvadratkilometer. Närmaste större samhälle är San Nicolás Tolentino, 15,4 km söder om Rancho Nuevo de la Cruz. Omgivningarna runt Rancho Nuevo de la Cruz är i huvudsak ett öppet busklandskap.